# Leandro Simioni
Leandro Simioni (nacido el 29 de septiembre de 1974) es un exfutbolista brasileño que se desempeñaba como delantero.
Jugó para clubes como el Portuguesa, Cercle Brugge, Golden, Yokohama F. Marinos, Bahia, Santa Cruz, Rot-Weiß Oberhausen y Hapoel Be'er Sheva.

## Trayectoria

### Clubes
| Club                       | País      | Año         |
| -------------------------- | --------- | ----------- |
| Portuguesa                 | Brasil    | 1994 - 1995 |
| XV de Piracicaba           | Brasil    | 1996        |
| Cercle Brugge              | Bélgica   | 1996 - 1997 |
| Golden                     | Hong Kong | 1997 - 1998 |
| Sai Kung Friends FC        | Hong Kong | 1998 - 1999 |
| Yee Hope FC                | Hong Kong | 1999 - 2000 |
| Yokohama F. Marinos        | Japón     | 2001        |
| Bahia                      | Brasil    | 2002        |
| Santa Cruz                 | Brasil    | 2002        |
| Rot-Weiß Oberhausen        | Alemania  | 2003 - 2005 |
| Bandeirante                | Brasil    | 2007        |
| Bnei Sakhnin F.C.          | Israel    | 2007 - 2008 |
| Hapoel Be'er Sheva         | Israel    | 2008 - 2009 |
| Maccabi Ironi Bat Yam F.C. | Israel    | 2010        |